# Distretto di Víctor Larco Herrera
Il distretto di Víctor Larco Herrera è uno degli undici distretti della provincia di Trujillo, in Perù. Si trova nella regione di La Libertad e si estende su una superficie di 18,02  chilometri quadrati.